# Lista de museus da Suécia

## Museus centrais (Centrala museer)
| Museu                                     | Museu                                   | Cidade     |
| ----------------------------------------- | --------------------------------------- | ---------- |
| Armémuseum                                | Museu do Exército                       | Estocolmo  |
| Etnografiska museet                       | Museu Etnográfico                       | Estocolmo  |
| Hallwylska museet                         | Museu Palácio Hallwyl                   | Estocolmo  |
| Kungliga myntkabinettet                   | Gabinete Real da Moeda                  | Estocolmo  |
| Medelhavsmuseet                           | Museu do Mediterrâneo                   | Estocolmo  |
| Nationalmuseum                            | Museu Nacional de Belas-Artes da Suécia | Estocolmo  |
| Naturhistoriska riksmuseet                | Museu Sueco de História Natural         | Estocolmo  |
| Scenkonstmuseet                           | Museu da Arte Cénica                    | Estocolmo  |
| Sjöhistoriska museet                      | Museu Nacional de História Marítima     | Estocolmo  |
| Skansen                                   | Skansen                                 | Estocolmo  |
| Vasamuseet                                | Museu de Vasa                           | Estocolmo  |
| Östasiatiska museet                       | Museu do Leste Asiático                 | Estocolmo  |
| Världskulturmuseet                        | Museu da Cultura Mundial                | Gotemburgo |
| Marinmuseum                               | Museu Naval                             | Karlskrona |
| Flygvapenmuseum                           | Museu da Força Aérea                    | Malmslätt  |
| Moderna museet Malmö                      | Museu de Arte Moderna (Malmö)           | Malmö      |
| Arbetets museum                           | Museu do Trabalho                       | Norrköping |
| Tumba bruksmuseum                         | Museu da Fábrica de Tumba               | Tumba      |
| Historiska museet i Lund                  | Museu Histórico (Lund)                  | Lund       |
| Livrustkammaren                           | Museu do Arsenal Real                   | Estocolmo  |
| Moderna Museet                            | Museu de Arte Moderna (Estocolmo)       | Estocolmo  |
| Nordiska museet                           | Museu Nórdico                           | Estocolmo  |
| Skoklosters slott                         | Castelo Skokloster                      | Skohalvön  |
| Statens centrum för arkitektur och design | Centro Nacional de Arquitetura e Design | Estocolmo  |
| Tekniska museet                           | Museu da Técnica                        | Estocolmo  |

## Museus regionais (Läns- och regionmuseer)
| Museu                             | Museu                                   | Cidade     |
| --------------------------------- | --------------------------------------- | ---------- |
| Blekinge Museum                   | Museu de Blekinge                       | Karlskrona |
| Bohusläns museum och Konsthall    | Museu da Bohuslän                       | Uddevalla  |
| Forsviks bruk                     | Manufatura de Forsvik                   | Forsvik    |
| Gotlands museum                   | Museu da Gotland                        | Visby      |
| Göteborgs Naturhistoriska Museum  | Museu de História Natural de Gotemburgo | Gotemburgo |
| Hallands Konstmuseum              | Museu de Arte da Halland                | Halmstad   |
| Hallands kulturhistoriska muserum | Museu de História Cultural da Halland   | Varberg    |
| Jamtli                            | Jamtli                                  | Östersund  |
| Jönköpings läns museum            | Museu regional de Jönköping             | Jönköping  |
| Kalmar läns museum                | Museu Regional de Kalmar                | Kalmar     |
| Kulturen i Lund                   | Cultura em Lund                         | Lund       |
| Länsmuseet Gävleborg              | Museu do Condado de Gävleborg           | Gävle      |
| Norrbottens museum                | Museu de Norrbotten                     | Luleå      |
| Stockholms läns museum            | Museu do Condado de Estocolmo           | Estocolmo  |
| Sörmlands museum                  | Museu de Sörmland                       | Nyköping   |
| Upplandsmuseet                    | Museu da Uppland                        | Uppsala    |
| Värmlands museum                  | Museu da Värmland                       | Karlstad   |
| Västerbottens museum              | Museu de Västerbotten                   | Umeå       |
| Västergötlands museum             | Museu da Västergötland                  | Skara      |
| Västmanlands läns museum          | Museu Regional da Västmanland           | Västerås   |
| Örebro läns museum                | Museu Regional de Örebro                | Örebro     |
| Östergötlands länsmuseum          | Museu da Östergötland                   | Linköping  |
| Musik- och Teatermuseet           | Museu da Música e do Teatro             | Estocolmo  |

## Lista geral dos principais museus da Suécia
- Aeroseum 	(Aeroseum)
- Aguélimuseet
- Ájtte, svenskt fjäll- o samemuseum	(Ájtte, Museu das Montanhas e dos Lapões)
- Alingsås museum	(Museu de Alingsås)
- Aquaria Vattenmuseum
- Arbetets museum 	(Museu do Trabalho)
- Arboga museum	(Museu de Arboga)
- Arkitekturmuseet
- Armémuseum
- Artipélago	(Artipelag)
- Autoseum
- Beredskapsmuseet
- Bergianska trädgården
- Bildmuseet	(Bildmuseet)
- Birkamuseet
- Blekinge Museum	(Museu de Blekinge)
- Bohusläns museum och Konsthall	(Museu da Bohuslän)
- Bollnäs museum 	(Museu de Bollnäs)
- Borgholms Slott
- Borås Konstmuseum	(Museu de Arte de Borås)
- Borås museum	(Museu de Borås)
- Bror Hjorths Hus
- Carl Eldhs Ateljémuseum
- Carl Larsson gården
- Dalslands Konstmuseum 	( Museu de Arte da Dalsland)
- Dansmuseet
- Dunkers kulturhus
- Edsbyns museum
- Eketorps borg	(Forte de Eketorp)
- Ekomuseum Bergslagen
- Eksjö museum 	(Museu de Eksjö)
- Enköpings museum 	(Museu de Enköping)
- Eskilstuna Konstmuseum 	(Museu de Arte de Eskilstuna)
- Eskilstuna stadsmuseum 	(Museu da Cidade de Eskilstuna)
- Etnografiska museet
- Evolutionsmuseet
- Falbygdens museum
- Falkenbergs museum
- Flygvapenmuseum	(Museu da Força Aérea)
- Forsviks Industriminnen
- Fotevikens museum
- Fotografiska	(Museu da Fotografia)
- Framtidsmuseet
- Fredriksdal museer och trädgårdar
- Friluftsmuseet Gamla Linköping
- Friluftsmuseet Hägnan
- Försvarsmuseum Boden
- Gamla Uppsala museum	(	Museu da Velha Uppsala	)
- Geologiska museet
- Glasbruksmuseet i Surte
- Glimmingehus	(	Casa de Glimminge	)
- Gotlands museum	(	Museu da Gotland	)
- Grafikens Hus
- Grenna Museum - Andréexpeditionen Polarcenter
- Gripsholms slottsförvaltning
- Gruvmuseet i Falun
- Gustavsbergs Porslinsmuseum
- Gällivare museum
- Göteborgs Konstmuseum	(	Museu de Arte de Gotemburgo	)
- Göteborgs Naturhistoriska Museum	(	Museu de História Natural de Gotemburgo	)
- Göteborgs Stadsmuseum	(	Museu da Cidade de Gotemburgo	)
- Hallands Konstmuseum
- Hallands kulturhistoriska muserum
- Hallwylska museet
- Hantverks- och Sjöfartsmuseum Medelpads Fornminne
- Hasse & Tage-Museum
- Himmelsberga - Ölands museum
- Historiska museet i Lund
- Hjalmar Lundbohmsgården
- Hylténs industrimuseum
- Hälsinglands museum
- Härjedalens fjällmuseum
- Höganäs museum
- Idrottsmuseet
- Jamtli	(	Jamtli	)
- Judiska museet
- Julita gård 	(	Julita gård	)
- Jussi Björlingmuseet
- Järnvägsmuseum i Gävle
- Järnvägsmuseum i Ängelholm
- Jönköpings läns museum 	(	Museu regional de Jönköping	)
- Kalmar Konstmuseum
- Kalmar läns museum
- Karlsborgs fästningsmuseum
- Karlshamns museum
- Klostret i Ystad
- Konstnärshuset
- Kristinehamns konstmuseum
- Kulturen i Lund
- Kulturhistoriska museet i Bunge
- Kulturparken Småland
- Köpings Museum
- Landskrona museum
- Leksaksmuseet
- Leksands kulturhus
- Lesjöfors Museum
- Lindesbergs museum
- Linköpings Slotts- och Domkyrkomuseum
- Linnémuseet
- Livrustkammaren
- Ljungbergmuseet
- Ljusdalsbygdens museum
- Länsmuseet Gävleborg
- Malmö konstmuseum
- Malmö museer
- Marinmuseum	(	Museu Naval	)
- MC Collection Museum
- Medelhavsmuseet
- Medicinhistoriska museet	(	Museu de História da Medicina	)
- Mentalvårdsmuseet
- Millesgården
- Mjellby Konstmuseum
- Moderna Museet	(	Museu de Arte Moderna (Estocolmo)	)
- Motala musei- och Hembygdsförening
- Murberget Länsmuseet Västernorrland	(	Murberget Museu da Västernorrland	)
- Museet Kvarnen
- museet.då.nu
- Museum Anna Nordlander
- Museum Gustavianum
- Museum Tre Kronor
- Musik- och Teatermuseet
- Mångkulturellt centrum
- Mårbacka minnesgård
- Mölndals museum
- Nationalmuseum	(	Museu Nacional de Belas-Artes da Suécia	)
- Naturhistoriska riksmuseet 	(	Museu Sueco de História Natural	)
- Naturum Nationalparkernas hus
- Nobelmuseet
- Nobelmuseet i Karlskoga
- Norbergs kommuns museer
- Nordiska Akvarellmuseet	(	Museu Nórdico da Aguarela	)
- Nordiska museet	(	Museu Nórdico	)
- Nordiska Travmuseet
- Norrbottens museum
- Norrköpings Konstmuseum
- Norrköpings Stadsmuseum
- Observatoriemuseet
- Piteå museum
- Polismuseet
- Postmuseum
- Prins Eugens Waldemarsudde
- Pythagoras Industrimuseum
- Rackstadmuseet
- Regionmuseum Västra Götaland
- Repslagarmuseet
- Riksidrottsmuseet
- Roslagsmuseet
- Rydals museum
- Röhsska museet	(	Museu Röhsska	)
- Rörstrand Museum
- Sigtuna Museum
- Silvermuseet i Arjeplog
- Sjöfartsmuseet Akvariet (Museu de História Marítima-Aquário) em Gotemburgo
- Skellefteå museum
- Skissernas museum
- Skogsmuseet i Lycksele
- Skoindustrimuseet
- Skoklosters slott
- Skövde stadsmuseum
- Smålands Konstarkiv
- Smålands museum – Sveriges glasmuseum	(	Museu da Småland – Museu do Vidro da Suécia	)
- Sollefteå museum
- Spårvägsmuseet
- Statens historiska museer-Historiska museet	(	Museu Histórico de Estocolmo	)
- Statens maritima museer - Sjöhistoriska museet 	(	Museu Nacional de História Marítima	)
- Statens maritima museer - Vasamuseet
- Stiftelsen Dalarnas museum
- Stiftelsen Drottningholms teatermuseum
- Stiftelsen Musikkulturens Främjande
- Stiftelsen Skansen
- Stiftelsen Tjolöholm
- Stockholms läns museum 	(	Museu do Condado de Estocolmo	)
- Stockholms medeltidsmuseum
- Stockholms Stadsmuseum	(	Museu da Cidade de Estocolmo	)
- Strindbergsmuseet
- Strängnäs museum
- Sundbybergs museum
- Sundsvalls museum
- Svaneholms slottsmuseum
- Sveriges Fängelsemuseum
- Sveriges vägmuseum
- Sörmlands museum	(	Museu de Sörmland	)
- Teckningsmuseet i Laholm
- Teknikens hus
- Tekniska museet	(	Museu da Técnica	)
- Textilmuseet	(	Museu do Têxtil	)
- Thielska Galleriet	(	Galeria Thielska	)
- Tidaholms museum
- Tobaks- och Tändsticksmuseum
- Torekällbergets museum
- Trelleborgen
- Trelleborgs museum
- Tullmuseum
- Tumba Bruksmuseum
- Tycho Brahe museet
- Tändsticksmuseet
- Upplandsmuseet	(	Museu da Uppland	)
- Uppsala Konstmuseum
- Uppsala linneanska trädgårdar
- Utvandrarnas Hus
- Vadsbo Museum / Mariestads Industrimuseum
- Vallby Friluftsmuseum
- Vaxholms Fästnings Museum
- Vetlanda museum
- Vin & Sprithistoriska Museet
- Vänermuseet
- Världskulturmuseet	(	Museu da Cultura Mundial	)
- Värmlands museum
- Väsby Kungsgård
- Västerbottens museum
- Västergötlands museum   	(	Museu da Västergötland	)
- Västerviks Museum
- Västerås konstmuseum	(	Museu de Arte de Västerås	)
- Västmanlands läns museum	(	Museu Regional da Västmanland	)
- Ystads konstmuseum
- Zoologiska museet
- Zornmuseet 	(	Museu de Zorn	)
- Zornsamlingarna
- Örebro läns museum 	(	Museu Regional de Örebro	)
- Örnsköldsviks museum och konsthall
- Östasiatiska museet
- Östergötlands länsmuseum 	(	Museu da Östergötland	)
- Österlens museum